# Petrus Vuyst
Petrus Vuyst of Pieter Vuijst (Batavia, Nederlands-Indië, 1691 – aldaar, 19 mei 1732) was een Nederlands jurist en Raad van Indië bij de VOC. Hij was van 1726 tot 1729 de 20e gouverneur van Ceylon tijdens de Nederlandse koloniale periode.

## Advocaat-fiscaal
Petrus Vuyst werd geboren in Batavia als zoon van Hendrik Vuyst (1656-1705) uit Alkmaar en Maria de Nijs. Hendrik Vuyst werd in 1701 opperkoopman en havenmeester in Batavia. Een belangrijke functie, ook wel licentmeester of sjahbandar genoemd, met veel mogelijkheden om wat bij te verdienen. Hendrik Vuyst was zodoende een vermogend man, en kon zijn zoon naar de Republiek laten gaan om er te studeren. In 1711 was Petrus als student ingeschreven in Leiden. Hij studeerde er af als meester in de rechten. Ook trouwde hij. Op 11 februari 1714 in de Grote Kerk van Haarlem, met de Haarlemse Barbara Wilhelmina Gerlings (1692-1746). De Gerlings waren een invloedrijke familie en wellicht speelde dit een rol bij de benoeming van Vuyst tot advocaat-fiscaal (officier van justitie) van Indië toen hij nog maar 25 was. Op 16 mei 1716 vertrok hij met zijn vrouw en jonge dochter Maria Louisa op het schip 'De Herstelde Leeuw' voor de Kamer van Zeeland naar Batavia, waar ze na een tussenstop aan de Kaap de Goede Hoop in februari 1717 aankwamen. Hier begon hij aan zijn functie als advocaat-fiscaal. Hij verving Abraham Alewijn, die de functie had waargenomen. Vier jaar en vele fraudezaken later, in 1721, werd hij buitengewoon Raad van Indië, met in zijn portfolio Ambon en Malakka. Hij stopte toen als advocaat-fiscaal, waarna Alewijn het ambt weer waarnam tot Everhard Kraayvanger werd benoemd.

## Bengalen

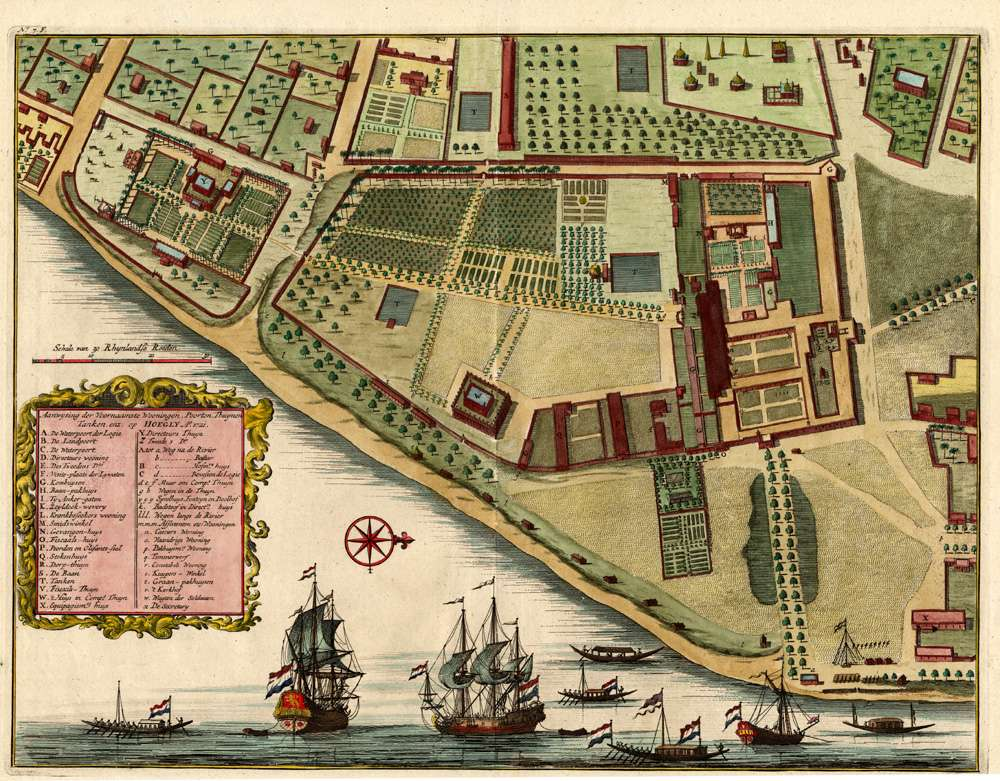
De VOC handelspost in Chinsura in 1721

In augustus 1722 werd Vuyst directeur in Bengalen. Hij volgde Ewout van Dishoeck op die wilde repatriëren. In Bengalen had de VOC verscheidene handelsposten. Het hoofdkantoor, door de VOC Hougli genoemd, was in Chinsura aan de oever van de Hougli rivier vlak boven Calcutta, tweehonderd kilometer stroomopwaarts van de Golf van Bengalen. In Bengalen werden katoenen stoffen, ruwe zijde, opium en salpeter ingekocht. Het was begin 18de eeuw een belangrijke en succesvolle vestiging, die erom bekend stond dat het VOC personeel er aardig wat bij kon verdienen met particuliere handel en provisies. In Vuysts korte bestuursperiode vond weinig bijzonders plaats. Het enige opvallende is dat hij Jan Albert Sichterman, toen onderkoopman en lijnbaanmeester, en later zelf directeur van Bengalen en Raad van Indië, ontsloeg en naar Batavia stuurde, tegen de bepalingen van de Raad in. Een jaar later was Sichterman alweer terug als fiscaal.
Al op 20 juni 1724 werd Vuyst weer naar Batavia teruggeroepen. Abraham Patras volgde hem op. In december arriveerde Vuyst in Batavia met 9 schepen met een lading bestemd voor de retourvloot van Van Dishoeck, die nog voor Bantam lag. Hij ging toen weer deelnemen aan de vergaderingen van de Raad van Indië. 25 mei werd hij ook president van het College van Schepenen (rechtbank).
In oktober 1725 overleed de gouverneur van Ceylon, Johannes Hertenberg. Vuyst solliciteerde op die functie, samen met twee andere raadsleden, Dubbeldekop en Van der Schuer, en de commandeur van Malabar, Jacob de Jong. Het was Vuyst die benoemd werd, op 28 mei 1726. Op 29 juli vertrok hij naar Ceylon, waar hij op 16 september aankwam, in de op twee na hoogste rang bij de VOC in Azië, na de gouverneur-generaal en de directeur-generaal in Batavia. Hij was toen 35.

## Ceylon

### Vuystwijk
In Ceylon stuurde hij op 18 december het gebruikelijke gezantschap naar de koning van Kandy, Vira Narendra Singha, in het binnenland, onder leiding van de vaandrig Dirk Pieter Beekman, met geschenken 'ter waarde van fl.15.000 en daarnevens ook de gerequireerde groote hanen ten getalle van 12 stux en drie fraaye stootrammen, waarna het verlangen soo groot is geweest, dog de begeerde groote honden stond men indertijt eerst op te senden wanneer men die soude hebben bekomen.' Op audiëntie bij de koning werd Beekman 'seer minnelijk ontfangen' en kreeg hij de gewenste toestemming voor de vrije doortocht van olifanten van Matara via Puttalam naar Jaffna en het schillen van kaneel op Kandiaans grondgebied. Beekman werd bevorderd tot luitenant.

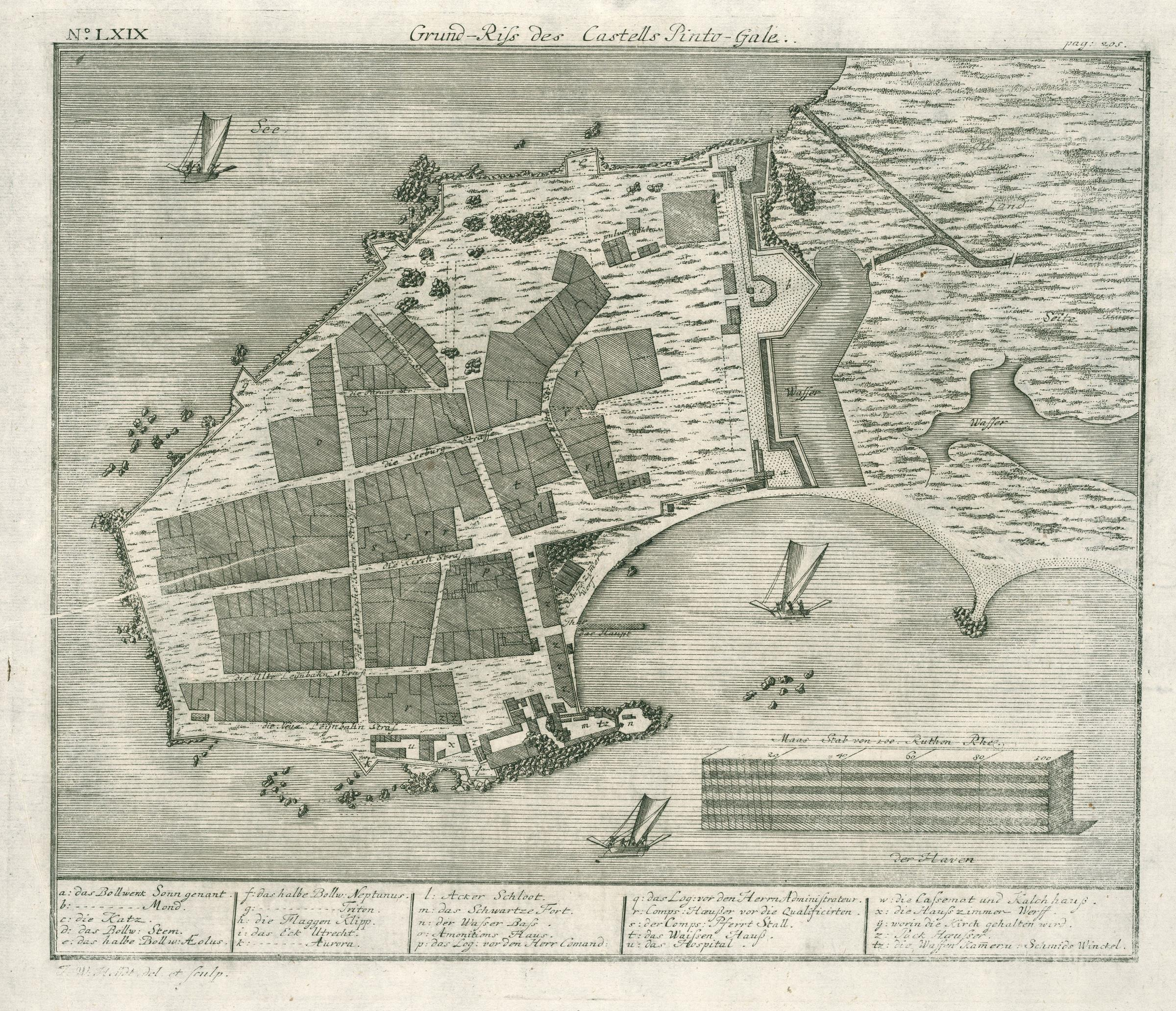
Galle rond 1740. Het centrale Maan bastion (b) aan de oostkant, Neptunus (f) en Triton (g) aan de noordwestkant.

Naar aanleiding van geruchten van oorlog in Europa liet Vuyst de forten van Colombo en Galle verder versterken. De Raad in Batavia vond het echter niet juist dat hij dit door de plaatselijke bevolking liet doen zonder loon te betalen. In Fort Galle werd het centrale bastion aan de landzijde, Maan, vergroot, en twee extra bastions, Neptunus en Triton, werden toegevoegd aan de muur aan de westelijke zeekant. Het Maan bastion werd hiermee het sterkste bastion van de VOC in Ceylon. Voor zichzelf liet hij, zonder toestemming en met materiaal van de Compagnie, een buitenhuis bouwen op een stuk land buiten Colombo, dat hij Vuystwijk noemde. Tegenwoordig is hier Vystwyke Park.
Ook stimuleerde hij de door zijn voorganger Rumpf geïntroduceerde koffieverbouw, door de boeren op het grondgebied van de Compagnie te verplichten een deel van hun land daaraan te besteden. Zijn grootse plannen om van Ceylon ook een peperleverancier te maken werden in Batavia beschouwd als een 'windrig concept'. Ook hechtte men geen geloof aan de 'goudbergen' die ontdekt zouden zijn bij Matara.

### Samenzwering
Op 7 juni 1727 schreven Vuyst en zijn politieke raad een geheime brief aan Batavia over 'een seer gevaarlijke seditieuse beweeging' van het garnizoen van Colombo. Deze scheen echter weer 'ternedergelegt' te zijn, zodat de Raad in Batavia vond dat ze er maar beter niet op konden reageren. In een brief van 30 juni vroeg Vuyst echter in alweer een geheime brief om ontslag, en schreef over 'Ceylons ongeregelden toestand bij sijn ed. aankomst aldaar en de considerabele verbetering van dien onder sijne regering'. Ondanks die verbetering klaagde hij 'geweldig over de boosheit der dienaren, die in plaats van door het straffen der schuldige te werden afgeschrikt integendeel het getal der sondaren nog komen te vermeerderen op een wijse, waarvoor sijn ed. betuygt sijn verstand stil te staan'. In augustus volgde nog een geheime brief 'doorzaayt med arrogante, injurieusse en irreverente expressiën'.
Onder andere de commandeur van Galle, Johan Paul Schaghen, die het gouverneurschap een jaar had waargenomen na de dood van Hertenberg, werd door Vuyst beschuldigd van strafbaar gedrag en valsheid in geschrifte. Hij werd ontslagen en gevangen gezet in het fort van Colombo. Ook de predikanten van Colombo en Galle, Johan Noordbeek en de met de dochter van Hertenberg getrouwde Bartholomeus Teyken, werden ontslagen en begin 1728 naar Batavia gestuurd. Schaghen en negen anderen, waaronder ook de fiscaal Johan de Mauregnauld, werden in december naar Batavia gezonden om berecht te worden.
Vuyst schreef ook rechtstreeks naar de Heren XVII, waarop de Raad van Indië zich beklaagde dat hij zijn functies als raadslid en gouverneur van Ceylon 'schijnt te houden voor een acte van qualificatie om met een weergaloose onbeschaamtheit en dreygende taal syn wettige overigheyt impune te mogen lasteren'.
Er is een, vermoedelijk apocrief, verhaal dat Vuyst toen hij in Ceylon aankwam zijn ene oog had dichtgeplakt, om aan te geven dat hij het bestuur met één oog kon doen. In ieder geval waren er toen al tekenen dat er 'iets met zijn hersens niet in orde was'. Hij gaf blijk van zelfoverschatting en beweerde dat hij Ceylon beter zou besturen dan al zijn voorgangers, 'met Salomo's wijsheid en Vuysts dapperheid'. Dat hij op 17 juli 1727 door de Heren XVII bevorderd was van buitengewoon tot gewoon Raad van Indië zal hem niet op andere gedachten hebben gebracht.
De aanleiding tot de gebeurtenissen die zijn ondergang zouden worden en zijn gouverneurschap volledig overschaduwen was het 'rol-lezen' dat hij in januari 1729 instelde bij de soldaten van de poortwacht. De hele nacht moest iedere twee uur, en ook op onaangekondigde tijden, appèl worden gehouden, waarbij ook degenen die sliepen wakker gemaakt moesten worden. Dit om de soldaten op hun post te houden en nachtelijke inbraken te voorkomen waar hij ook zelf slachtoffer van was geweest. De verstoorde nachtrust leidde tot protest van de soldaten. Op verzoeken om afschaffing van de regel werd echter niet gereageerd, waarop ze weigerden nog te reageren als hun naam bij het lezen van de rol werd genoemd. Als straf kreeg iedere tiende man, of hij nu wacht had gehad of niet, stokslagen en werd opgesloten aan boord van schepen die op de rede lagen.
Dit alles leidde bij Vuyst tot het idee dat er sprake was van een samenzwering. Hij liet meerdere soldaten en burgers martelen met stokslagen en brandende lonten tussen de vingers, en kreeg zo een reeks van vage en tegenstrijdige 'bekentenissen'. Deze bevestigden hem in zijn complotdenken, dat aangroeide tot een theorie over landverraad van soldaten en burgers van Portugese afkomst die van plan zouden zijn hem te vermoorden en het fort van Colombo over te leveren aan de Portugezen in Goa. Dit ondanks dat de commandeur van Malabar, Jacob de Jong, hem in maart schreef dat er nergens Portugese schepen gesignaleerd waren en dat er in Goa maar één schip voorhanden was.
Halverwege het jaar kreeg Batavia berichten van Vuyst dat er een 'grouwelijke conspiratie welke ter verderve van Ceylon en speciaal tot massacre van den gemelte heer Vuyst met de verdere dienaren van den hervormden godsdienst soude wesen gesmeed'. Hij wilde terug naar Batavia om aan een aanslag te ontkomen. De Raad van Indië geloofde het hele verhaal niet en was in grote verwarring over de situatie in Ceylon. Men was bovendien verontwaardigd over de 'choquante, bittere en intolerable expressiën' aan het adres van de Raad in Vuysts brieven. Zo 'lasterlijk, injurieus en onbeschaamd' als de brieven van Vuyst ontving men in Batavia nog nooit.

### Krijgsraad
Vuyst formeerde een impromptu krijgsraad van ambtenaren, militairen en zeelieden, die opdracht gaf om mensen te arresteren en te onderwerpen aan duimschroeven, geseling en het hangen van gewichten aan handen en voeten om het complot te ontrafelen. Ook Vuyst zelf deed daar soms aan mee. Niemand in de Raad van Colombo durfde in te grijpen. In maart en april ging men over op executies. De meesten werden opgehangen. Degenen die het meest schuldig werden geacht, de luitenant Andries Zwarts en de zeventigjarige burger Benjamin Pegalotty, werden geradbraakt. Hun huizen werden gesloopt en op die plek werd een zogenaamde schandpilaar gezet, ten teken dat hier niet meer gebouwd mocht worden. Dit, en bepaalde martel- en executiepraktijken die waren uitgevoerd, vertoont opvallende gelijkenis met het proces wegens samenzwering en landverraad tegen Pieter Erbervelt in Batavia in 1722, waarvan Vuyst getuige was geweest. Vuyst zelf bleef binnenshuis uit angst voor een aanslag, bewapend met een kapmes en twee pistolen. Hij had het meeste van zijn huisraad al in een schip geladen en wilde bij de eerste gelegenheid weg.
In Batavia was inmiddels bekend geworden wat er op Ceylon gebeurde. Men verdacht Vuyst ervan het complot te hebben verzonnen om 'sijne meesters aan zig te verpligten voor het behoud van des emportante plaatse (Ceylon) door sijnen heldenmoed en vigilantie met deselve te hebben beschermd en bewaard'. Op 3 mei werd besloten Vuyst te ontslaan en een nieuwe gouverneur aan te stellen; de buitengewoon Raad van Indië Stephanus Versluys. Vuyst moest terugkomen naar Batavia. Ook moest er een nieuwe politieke raad worden geformeerd. Toen in juli dit bericht in Colombo aankwam werden de nog in leven zijnde gevangenen gepardonneerd en naar verre posten op het eiland gezonden om ze uit de weg te hebben.

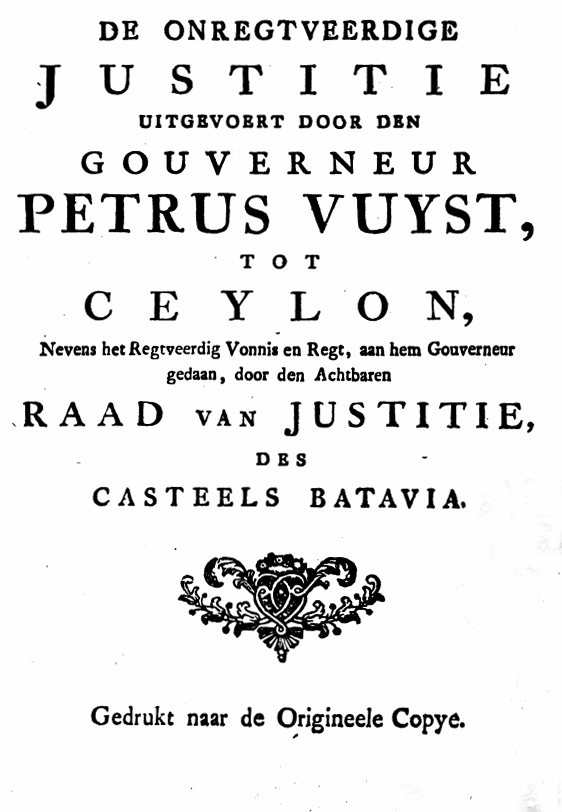
Titelblad van een pamflet gedrukt in Batavia in 1733

In augustus 1729 kwam Versluys in Ceylon aan. Vuyst toonde zich in de ogen van Versluys meer dan eens als 'het figuur van een bezetenen'. Zijn wapens werden hem afgenomen opdat hij geen gevaar voor zichzelf en zijn huisgenoten zou zijn. Bij zijn vertrek naar Batavia kreeg hij ze terug omdat hij zich inmiddels 'pacifiquer' gedroeg. In de vergadering van de Raad van Colombo had hij verklaard een 'geplaagde ziel te bezitten in een geplaagd lichaam'. De fiscaal Weitnauw, die lid was geweest van de krijgsraad, werd vervangen door Johan de Mauregnauld, die een onderzoek instelde naar het bestuur van Vuyst en een rapport van meer dan 400 pagina's opleverde voor Batavia en de Heren XVII.

### Proces
Vuyst had bij zijn vertrek uit Ceylon alle militaire honneurs gekregen. In Batavia ergerde men zich daar ernstig aan. Toen hij daar op 24 februari 1730 arriveerde werd hij direct boven de waterpoort van het Kasteel gevangen gezet. Er werd een strafproces gestart, maar Vuyst verklaarde de Raad van Justitie incompetent om in zijn geval recht te spreken en slaagde er meerdere keren in uitstel te krijgen, tot verdere irritatie van de Raad van Indië. Zijn vrouw Barbara wilde terug naar Holland om hulp te zoeken maar dat mocht niet. Ze schreef brieven aan de Heren XVII, die toen aan Batavia lieten weten dat de behandeling van de derde persoon in rang in Indië 'vehement en ongehoord' was. Dit schrijven van oktober 1731 kwam pas in april van het volgende jaar in Batavia aan, toen de advocaat-fiscaal, inmiddels Isaac van Schinne, de doodstraf al had geëist. De Raad van Justitie ging hier in mee. Vuyst werd veroordeeld voor het illegaal oprichten van een krijgsraad, of 'bloedraad', waarin hij zelf 'President regter en Beul is geweest', en daarmee 'onder schyn van regtveerdigheyd en Justitie' negentien onschuldige mensen op ongehoorde en wrede wijze had laten pijnigen en executeren, en een nog groter aantal mensen van gezondheid en goederen had beroofd. Ook had hij met zijn beweringen over een 'gewaand en geheel in zyn hersens zittend Landtverraat, met onze staat in verbont levende magtige koninkryke, Grootbrittanje en Poortugaal, ook den Candicesse Keyzer' beledigd.

### Executie

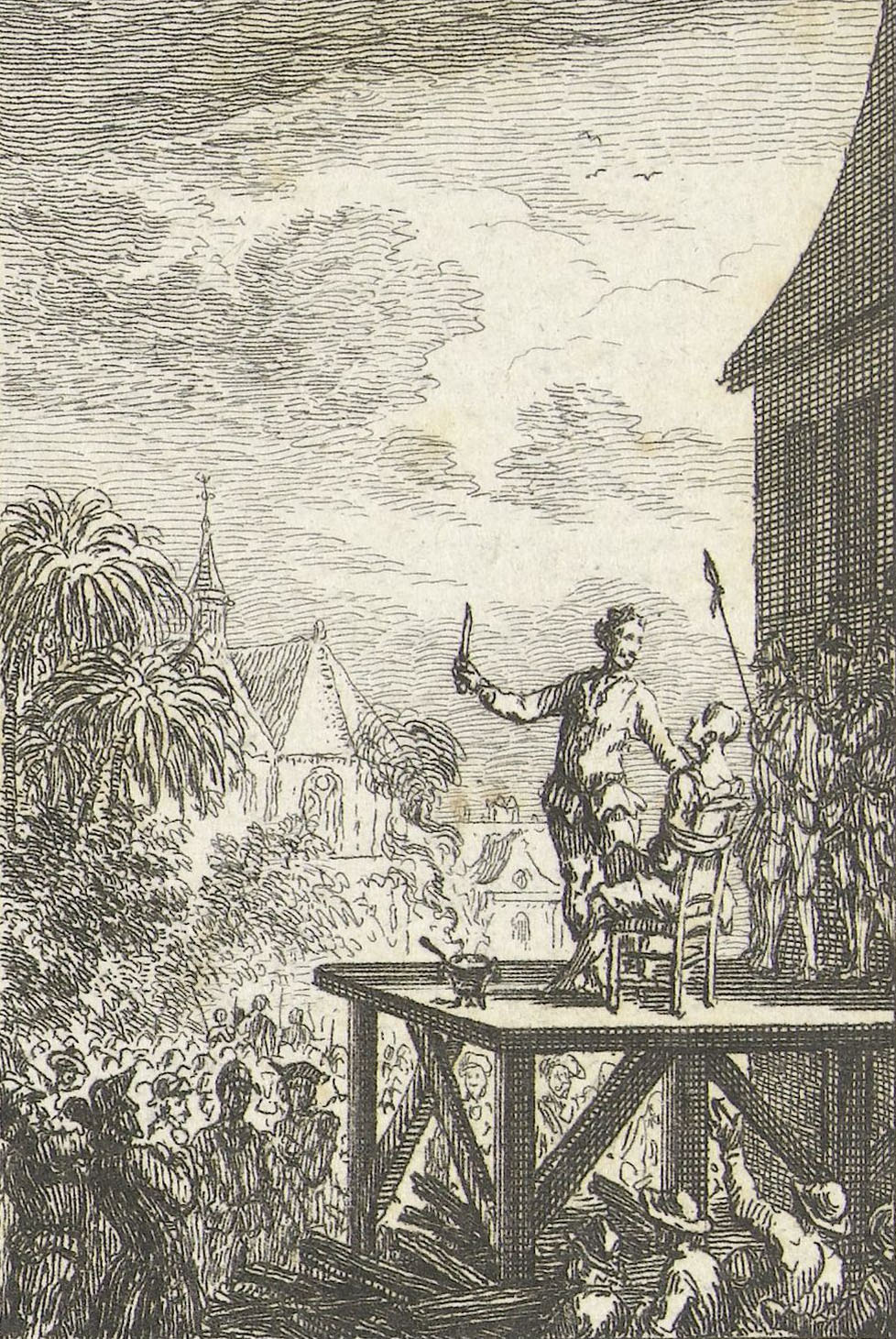
De executie van Vuyst. 18de-eeuwse ets.

De Raad van Indië bekrachtigde deze veroordeling in mei 1732. Het raadslid Valckenier had tevergeefs om verzachting van het vonnis gevraagd. Hij en Schaghen onthielden zich van stemming. De eerste vanwege 'affiniteyt', de tweede vanwege zijn eerdere problemen met Vuyst. Op 3 juni werd het vonnis voltrokken op het zogeheten 'Groene sootje' voor een publiek van duizenden mensen, voor een groot deel afkomstig van op de rede liggende internationale schepen. Op het schavot stond een speciaal voor dit doel gemaakte houten stoel. Vuyst werd er op vastgebonden en de keel afgesneden 'sonder dat men aan den patient tot verwondering van de aanschouwers eenige de minste ontsteltenisse heeft konnen bemerken van zijn komst aff aan op de executieplaats tot synen dood toe'. Zijn lijk werd op een slachtbank in vier stukken gehakt en samen met zijn kleding, de slachtbank en de houten stoel verbrand op een speciaal voor dit doel gemaakt rooster. De as werd samen met het rooster in zee gegooid, 'tot een eeuwige Memorie, opdat er niets van overig zoude blyven'.
Het vermogen en de bezittingen van Vuyst werden geconfisqueerd, en werden onder andere besteed aan de wederopbouw van de huizen van Zwarts en Pegalotty in Colombo.
Naar aanleiding van de zaak Vuyst besloot de Raad van Indië dat geen gouverneur, commandeur of opperhoofd van andere VOC vestigingen dan Java en Bantam voortaan nog vergaderingen van de Raad van Justitie mocht bijwonen, laat staan voorzitten 'ofte zig bemoeijen met saken, de justitie concerneerende'. Voorzitter van de Raad van Justitie zou voortaan de secunde zijn (de tweede in rang na de gouverneur).
Ook de overige 15 leden van de krijgsraad werden naar Batavia ontboden, evenals anderen die Vuyst hadden geholpen. Zij bleven nog jaren gevangen zitten, terwijl hun familie ijverde voor hun vrijlating. De kosten van hun detentie werden deels verhaald op de boedel van Vuyst. Sommigen werden vrijgesproken, anderen overleden. De overigen vroegen de Staten-Generaal in de Republiek om hen gratie te verlenen, zich beroepend op hun onervarenheid. In 1736 kregen ze die. Er waren er toen nog 6.
Barbara Gerlings en haar dochter gingen na de executie terug naar Haarlem, waar ze in juni 1733 aankwamen. Barbara stierf daar op 19 juli 1746 op 53-jarige leeftijd, en werd begraven in de Grote Kerk.
- International Standard Name Identifier: 0000 0003 8932 8629
- Nederlandse Thesaurus van Auteursnamen: 108441210
- Virtual International Authority File: 282710610
- WorldCat: E39PBJc3Fc7dpRQcBdDMyH63Qq